# Chat-Rollenspiel
Unter einem Chat-Rollenspiel versteht man ein Rollenspiel, das über einen Chat gespielt wird. Dabei schlüpft jeder Teilnehmer in eine oder mehrere Spielfiguren, um dann die Handlung der Figuren im Chat auszuspielen. Die Handlung wird üblicherweise in Echtzeit ausgespielt, manchmal auch etwas schneller, manchmal etwas langsamer. Es können jedoch auch als uninteressant empfundene Zeitabschnitte übersprungen werden (sogenannte Zeitsprünge). Die meisten Chatrollenspiele finden im IRC statt. Da für die Nutzung von IRC spezielle Software notwendig ist, haben sich Webchats im Webbrowser und andere Chat-Clients etabliert. Die Chat-Clients haben einen weitaus größeren Funktionsumfang, müssen aber auf dem PC installiert werden.
Ein Chatrollenspiel basiert auf der Vorstellungskraft der Teilnehmer und ggf. den Gegebenheiten durch das Genre, in dem es spielt. Es ist also ähnlich dem Lesen eines Buches, jedoch mit dem Unterschied, dass aktiv daran teilgenommen und ausgemalt werden kann und der Ausgang der Geschichte oft noch nicht vorher feststeht. Es gibt aber auch Varianten, in denen nur Filmszenen nachgespielt werden, ähnlich dem Theater.
Das Ausspielen der Handlung geschieht dadurch, dass jeder Teilnehmer in vielen Textpassagen die Handlung seines Rollenspiel-Charakters im Aktionsformat beschreibt. Gespräche werden direkt, wie im Chat sonst üblich, geführt. Offtopic-Themen werden oft streng in eckigen Klammern geschrieben, um sie vom Ontopic-Inhalt des Rollenspiels abzugrenzen. Oft werden solche Kommentare auch durch doppelte Klammerung mit runden Klammern kenntlich gemacht. Werden Offtopic-Kommentare nicht als solche gekennzeichnet, kann dies schnell zu Verwirrung führen und damit das gesamte Rollenspiel stören. Um ein sinnvolles Spiel miteinander zu ermöglichen, ist es wichtig, dass jeder Spieler nur seine eigenen Aktionen, Intentionen und Reaktionen beschreibt. Beschreibt ein Spieler sofort mit der Beschreibung der eigenen Handlung die Wirkung auf andere Spieler oder deren Reaktion, wird dies als Power Play bezeichnet. Power Play ist im Allgemeinen nicht gestattet.
Die Beschreibung der Umgebung kann in einem Chatrollenspiel von einem Spielleiter übernommen werden. Dieser koordiniert zudem die Spieler, den Spielablauf und vermittelt ggf. in Meinungsverschiedenheiten zwischen ihnen, nimmt also einen Moderatorenposten ein. Oft beschreiben Spieler aber in Absprache mit dem Spielleiter die Umgebung selbständig. Es können darin auch sogenannte NPCs (non-player characters) auftreten. Das sind Charaktere, die nicht gespielt werden, sondern von den gespielten Charakteren in ihren Handlungen beobachtet werden.
Einige Chatrollenspiele bieten zusätzlich die Möglichkeit, ein außerhalb des Chatrollenspiels einsehbares Benutzerprofil von seiner Spielfigur anzulegen, Grafiken einzubinden, sowie innerhalb des Chats einen Würfel zu simulieren, um den Ausgang von Ereignissen auszuwürfeln. Manche verwenden auch während des Spiels Soundeffekte zur besseren Untermalung, bauen Datenbanken über ihre Inhalte und Regelwerke zum Spiel auf. Es gibt viele Genres, in denen Chatrollenspiele möglich sind: z. B. Science Fiction, Fantasy, Mittelalter, aktuelle Fernsehserien oder als Cybersex.
Sie sind eng mit Rollenspielen in Foren und per E-Mail verwandt; oft nutzen Chatrollenspiele Foren als Unterstützung für das Spiel oder dessen Weiterentwicklung. Es gibt daher einige Chatrollenspiele, die sich auch gleichzeitig als Online-Community sehen. Ein Chat mit einem Programm, das eine interaktive Umgebung simuliert, fällt bereits in den Bereich Multi User Dungeon (MUD).